# Neurocrassus sanageensis
Neurocrassus sanageensis är en stekelart som beskrevs av Sergey A. Belokobylskij och Maeto 2006. Neurocrassus sanageensis ingår i släktet Neurocrassus och familjen bracksteklar. Inga underarter finns listade i Catalogue of Life.